# Чорноморський флот (білогвардійський)
Чорноморський флот Білого руху — військове оперативне з'єднання кораблів, що було відроджене у 1919 році у складі Збройних Сил Півдня Росії.

## Історія створення
Внаслідок розпаду Російської імперії її Чорноморський флот перестав існувати як бойова одиниця. Частина кораблів підняла червоні стяги та перейшла у підпорядкування більшовикам, ще частина була захоплена австрійсько-німецькими військами. У той же час маса кораблів стала основою для створення Військово-морських сили Української Народної Республіки та Української Держави.
24 листопада 1918 р. у Севастополі, частина кораблів піднімає Андріївський стяг, але ці кораблі швидко захоплюються військами Антанти.
У грудні 1918 р. за наказом Військово-морського міністра уряду А. І. Денікіна адмірала Герасімова група з 8 морських офіцерів вирушила у Севастополь для отримання з рук союзників військових кораблів, але французи та англійці відмовились повертати кораблі.
Першим кораблем флоту  Добровольчої армії став реквізований у Новоросійську криголам «Полєзний». Після цього було віддано наказ про відродження Чорноморського флоту.

## Бойовий склад

### Крейсери
- Генерал Корнілов (до 18 червня 1919 — "Кагул ") — крейсер, один з перших кораблів білого Чорноморського флоту. У квітні 1919 переведений з Севастополя до Новоросійська (екіпаж складався з 42 морських офіцерів, 19 інженер-механіків, 2 лікарів, 21 сухопутного офіцера, кількох унтер-офіцерів і 120 мисливців флоту, в тому числі 30 кубанських козаків, замість належних 570 чол.). У квітні — травні 1919 брав участь в обороні Ак-Манайських позицій в Криму, в серпні грав провідну роль в десантній операції з заняття Одеси. Входив до складу 1-го загону суден. З липня 1920 року у складі 3-го загону суден. З листопада 1920 — у складі 1 -го загону Російської ескадри. Евакуірований у Бізерту . Командири: кап. 1-го рангу В. Лебедєв (27 березня — 3 травня 1919), кап.1-го рангу П. П. Остелецкій (з 3 травня, серпень 1919), кап. 1-го рангу В. А. Потап (з вересня 1919). Старші офіцери: кап. 2-го рангу В. А. Потап. Старший інженер-механік — ст. лейт. М. М. Любимов.
- Алмаз — допоміжний крейсер Чорноморського флоту. Входив до складу 1-го загону суден. З листопада 1920 — у складі 1-го загону Російської ескадри. Евакуйований в Бізерту. Командири: кап. 2-го рангу М. М. Машуков (з 14 жовтня 1919), кап. 1-го рангу В. О. Григорків.
- Цесаревич Георгій — допоміжний крейсер Чорноморського флоту. Колишній пароплав Російського Товариства пароплавства і торгівлі. Озброєний 3 75-мм. гарматами. Екіпаж — в основному з учнівської молоді Армавіра, Єкатеринодара, Керчі та Ялти. В січні 1920 брав участь в евакуації Одеси, в березні-квітні 1920 у складі 3-го загону суден брав участь у десантній операції в Хорлах. Роззброєний в травні 1920. Командири: ст. лейтенант М. М. Машуков (1919), кап. 2-го рангу М. В. Домбровський.

### Лінійні кораблі
- Генерал Алексєєв — лінійний корабель Чорноморського флоту. Колишній «Імператор Олександр III», перейменований при більшовиках в «Волю» (з 25 вересня 1919 — «Генерал Алексєєв»). Повернуто англійцями російському командуванню 4 жовтня 1919 і повністю приведений у бойову готовність на початку 1920. Входив до складу 1 го загону суден. У липні брав участь в операції під Очаковом. З листопада 1920 — у складі 1-го загону Російської ескадри. Евакуйовано в Бізерту. Командир — кап. 1-го рангу Борсук.
- Георгій Побідоносець — лінійний корабель Чорноморського флоту. З листопада 1920- у розпорядженні командувача Російської ескадри. Евакуйовано в Бізерту. Командир — кап. 2-го рангу П. П. Савич.
- Ростислав — лінійний корабель Чорноморського флоту. У квітні 1920 проведений через Керченську протоку і поставлений для її охорони в Азовському морі як плавуча батарея, щодня наражаючись нальотам червоної авіації. Після закінчення евакуації Керчі підірваний і посаджений на мілину. Команда евакуйована на канонерському човні «Страж». Командир — кап. 2-го рангу М. В. Домбровський (з літа 1920).

### Міноносці
- Церіго — ескадрений міноносець Чорноморського флоту. У січні 1920 р. недобудованим був виведений з Одеси у Севастополь. З листопада 1920 — у складі 2-го загону Російської ескадри. Евакуйований у Бізерту.
- Поспішний — ескадрений міноносець Чорноморського флоту. У бойовому складі з 21 липня 1919 р. (Командир — капітан 2-го рангу Н.Гутан).
- Пилкий — ескадрений міноносець Чорноморського флоту. Входив у склад 1-го дивізіону есмінців 1-го загону суден. З листопада 1920 р. — у складі 2-го загону Російської ескадри. Евакуйований у Бізерту. (Командир — капітан 2-го рангу — О. І. Кублицький).
- Дерзкий — Ескадрений міноносець Чорноморського флоту. Входив до складу 1-го дивізіону есмінців 1-го загону суден. З літа 1920 ввійшов до складу 3-го загону суден. З листопада 1920 — у складі 2-го загону Російської ескадри. Евакуйовано в Бізерту. Командир — кап. 1-го рангу Н. Р. Гута-2-й.
- Строгий — міноносець Чорноморського флоту. 3 травня 1919 зарахований в 3-й ранг.
- Капітан Сакен — ескадрений міноносець Чорноморського флоту. Входив до складу 2-го дивізіону есмінців 1-го загону суден. У березні — квітні 1920 у складі 3-го загону суден брав участь у десантній операції в Хорлах. З літа 1920 у складі 3-го загону суден. З листопада 1920 — у складі 2-го загону Росыйськоъ ескадри. Евакуйовано в Бізерту. Командир — кап. 2-го рангу О. О. Остолопов.
- Гнівний — ескадрений міноносець Чорноморського флоту. Входив до складу 1-го дивізіону есмінців 1-го загону суден. З листопада 1920 — у складі 2-го загону Російської ескадри. Евакуйовано в Бізерту.
- Жаркий — ескадрений міноносець Чорноморського флоту. У бойовому складі флоту з 14 липня 1919. Влітку 1919 — у складі Кінбурнського загону. У січні 1920 учасник евакуації Одеси, у квітні-травні здійснив кілька експедицій в Керкенітску затоку. Входив до складу 2-го дивізіону есмінців 1-го загону суден. З листопада 1920 — у складі 2-го загону Російської ескадри. Евакуйовано в Бізерту. Командир — ст. лейт. А. С. Манштейн.
- Живий — ескадрений міноносець. Один з перших кораблів білого Чорноморського флоту. У квітні 1919 виведений з Севастополя з командою з 10 морських і 10 сухопутних офіцерів, а також студентів і гімназистів. Входив до складу 2-го дивізіону есмінцев 1-го загону суден. При евакуації з Криму затонув під час шторму, маючи на борту 250 чинів Донського офіцерського резерву. Командири: кап. 2 -го рангу А. Д. Кисловський, М. А. Лазарєв, лейт. Ніфонтов (жовтень 1920).
- Дзвінкий ескадрений міноносець Чорноморського флоту. Входив до складу 2-го дивізіону есмінців 1 -го загону суден. З літа 1920 — до складу 3-го загону суден. З листопада 1920 — у складі 2 -го загону Російської ескадри. Евакуйовано в Бізерту. Командири: кап. 2-го рангу Г. О. Мусатов, М. М. Максимович (листопад 1920).
- Зоркий — ескадрений міноносець Чорноморського флоту. Входив до складу 2 -го дивізіону есмінців 1 -го загону суден. У серпні 1920 у складі 2 -го загону суден брав участь у Кубанському десанті. З листопада 1920 — на складі 2 -го загону Російської ескадри. Евакуйовано в Бізерту. Командир -кап. 2-го рангу В. О. Зілов.
- Неспокійний — ескадрений міноносець Чорноморського флоту. Входив до складу 1 -го дивізіону есмінців 1 -го загону суден. У березні — квітні 1920 у складі 3- го загону суден брав участь у десантній операції в Хорлах. Командир — кап. 2 -го рангу Романовскій.
- Лютий- міноносець Чорноморського флоту. 3 травня 1919 зарахований в 3- й ранг.

### Підводні човни
- Буревісник — підводний човен Чорноморського флоту. 3 травня 1919 зарахований до 2-го рангу суден.
- Утка — підводний човен Чорноморського флоту. 3 травня 1919 зарахований у 2-й ранг суден.

### Криголами
- Вершник- криголам Чорноморського флоту. З 27 грудня 1919 року в складі 2-го загону суден (Азовського моря), в січні-лютому 1920 брав участь у захисті Арабатської Стрілки, 1 квітня 1920 — в десанті у Генічеська, 24 травня — біля Кирилівки. З листопада 1920 — у складі 4-го загону Російської ескадри. Евакуірований в Бізерту. Командир — ст. лейт. Ф. Е. Вікберг.
- Джигіт- криголам Чорноморського флоту. З 27 грудня 1919 року в складі 2-го загону суден (Азовського моря). До весни 1920 — під прапором Міністерства торгівлі промисловості з вільнонайманою командою. З листопада 1920 — у складі 4 -го загону Російської ескадри. Евакуйовано в Бізерту. Командири: кап. торг. флоту Усачов, ст. лейт. Г. Н. Болотін (з березня 1920). Старший офіцер — мічман І. Нелавіцкій.
- Гайдамак — криголам Чорноморського флоту. З 27 грудня 1919 року в складі 2-го загону суден (Азовського моря), в січні-лютому 1920 брав участь у захисті Арабатської Стрілки, 1 квітня 1920 — у десанті біля Генічеська, 24 травня — біля Кирилівки. З листопада 1920 — у складі 4-го загону Російської ескадри. Евакуйовано в Бізерту. Командири: ст. лейт . Б. Л. Новиков, кап. 1-го рангу В. В. Вількен (листопад 1920). Старший офіцер — лейт. Б. А. Калинович.
- Корисний — криголамний буксир. Перший корабель білого Чорноморського флоту. Почав службу в січні 1919. Озброєний двома 75 мм гарматами. До березня 1919 беззмінно знаходився біля північно-західного узбережжя Азовського моря. Командир — кап. 2-го рангу С.І . Медведєв.

### Канонерські човни
- Грозний — канонерський човен Чорноморського флоту. Влітку 1919 — в складі Кінбурнского загону, з 27 грудня 1919 — 2-го загону суден (Азовська флотилія). У січні-лютому 1920 брав участь у захисті Арабатської Стрілки, 1 квітня 1920 — у десанті у Генічеська, 24 травня — біля Кирилівки. З листопада 1920 — у складі 3-го загону Російської ескадри. Евакуйована в Бізерту. Командир — кап. 2 -го рангу І. С. Риков, ст. лейт. Р. Е.фон Вірен (листопад 1920).
- Страж — канонерський човен Чорноморського флоту. З квітня 1920 року у складі 2-го загону суден брав участь у захисті Арабатської Стрілки, 1 квітня 1920 — у десанті у Генічеська, 24 травня — біля Кирилівки. З листопада 1920 — у складі 3- го загону Російської ескадри. Евакуйований в Бізерту. Командири: кап. 2-го рангу Б. Р. Новиков, кап.2-го рангу В. П. Дон (з квітня 1920), кап. 2-го рангу К. Г. Люби (листопад 1920).
- К- 15 — канонерський човен. Один з перших кораблів білого Чорноморського флоту. Почав службу в березні 1919 в Севастополі. Озброєний двома шестидюймовими артилерійськими установками Кане. Навесні 1919 брав участь в обороні Ак-Манайських позицій в Криму. Командир — ст. лейт. О. О. Осталопов.
- Урал — канонерський човен Чорноморського флоту. Входив до складу 2-го загону суден (Азовського моря), 24 травня 1920 брав участь у десанті біля Кирилівки.
- Терець — канонерський човен Чорноморського флоту. Відновлення розпочато в квітні 1919, тоді ж виведений у Новоросійськ. Влітку 1919 — у складі Кінбурнського загону, з 27 грудня 1919 — флагманський корабель 2 -го загону суден (Азовського моря). Відіграла видатну роль при захисті у січні-квітні 1920 Арабатської Стрілки. Не маючи вугілля і викинувшись на мілину, продовжував боротися з червоними бронепоїздами. Командир — кап. 2-го рангу Я. В. Шрамченко (з 16 квітня 1919). Старший офіцер — ст.лейт. Трасковскій.
- Кача — канонерський човен Чорноморського флоту. З початку 1920 до 16 вересня 1920 у складі 3-го загону суден. Брав участь у десантній операції в Хорлах, у липні брав участь в операції у Тендрівській затоці.
- Самір — канонерський човен Чорноморського флоту. Входив до складу 2-го загону суден (Азовського моря), в серпні 1920 брав участь у Кубанському десанті. Затонув 2 вересня 1920 в морському бою під Бердянськом.

### Тральщики
- Ольга — тральщик Чорноморського флоту. У квітні 1919 перед евакуацією Севастополя на ньому командою з 78 офіцерів на чолі зі ст. лейт. М. М. Машуковим була здійснена операція по вивезенню з о. Березань 50 тис. снарядів для армії, які були вручну перевантажені на корабель і буксировану ним баржу. Командир — мічман І. Д. Богданов.

### Посильні судна
- Буг — посильне судно Чорноморського флоту. 3 травня 1919 зараховано в 2-й ранг суден.

## Сухопутні частини Чорноморського флоту Білої армії

### Війська Чорноморського узбережжя
Основою їх були 2-а піхотна дивізія і 2-а Кубанська козача окрема бригада. У загальній кількості до 5 липня 1919 налічувалося 7583 чол. До складу військ також входив Вірменський окремий батальйон (180 чол.), Загін полк. Щегловського (830 осіб), 2-а Донська окрема сотня (166 саб.), Особливий Чорноморський окремий прикордонний загін (516 чол.).